# Pai Yun-Yiao
Pai Yun-Yiao (n. 1969, Taipei, Taiwan) este o sportivă ce a reprezentat Taiwan, medaliată olimpică. A participat la o ediție a Jocurilor Olimpice (1988) în care a câștigat o medalie de bronz.